# Uncheon·Sinbong-dong
Uncheon·Sinbong-dong (koreanska: 운천·신봉동) är en stadsdel i stadsdistriktet Heungdeok-gu i staden Cheongju i Sydkorea. Den ligger i provinsen Norra Chungcheong, i den centrala delen av landet, 110 km söder om huvudstaden Seoul.